# Trevor Releford
Trevor Releford (Kansas City, 23 dicembre 1991) è un ex cestista statunitense, professionista in Europa.